# The Man in Grey
The Man in Grey (bra: O Homem de Cinzento; prt: Perfídia) é um filme britânico de 1943, do gênero drama romântico, dirigido por Leslie Arliss para a Gainsborough Pictures, com roteiro de Margaret Kennedy e Doreen Montgomery baseado no romance homônimo de Eleanor Smith. 

## Elenco
- Margaret Lockwood...Hesther
- Phyllis Calvert... Clarissa (século 19 e atual)
- James Mason ... Lorde Rohan
- Stewart Granger ... Rokeby (século 19 e atualidade)
- Harry Scott ... Toby
- Martita Hunt ... Senhorita Patchett
- Helen Haye ... Lady Rohan
- Beatrice Varley ... Cigana
- Raymond Lovell ... George, o príncipe regente
- Nora Swinburne ... Madame Fitzherbert

## Sinopse
Em 1943, durante a Segunda Guerra Mundial, Clarissa serve na Marinha Real e conhece o piloto da RAF Rokeby num leilão em Londres, de bens da família aristocrática arruinada dos Rohan, cujo único membro masculino remanescente acabara de falecer em Dunquerque. Clarissa se revela como irmã do Rohan falecido e o piloto explica que desejava comprar algo da família para dar à mãe, que se orgulhava de rumores sobre um Rokeby que tivera ligações no passado com aqueles nobres. Os dois saem para almoçar e Clarissa começa a falar sobre a família dela. Nesse momento, a história recua até a Regência Britânica (1811-1820), no início do Século XVIII, quando o notório Lorde Rohan, um rústico, misantropo e duelista, proprietário de uma grande fortuna e apelidado de "Homem de cinzento" dada a cor de suas roupas e temperamento, é forçado a escolher uma noiva para dar sequência à sua linhagem. Ele se casa sem amor com a jovem Clarissa, que também não o ama mas aceita o matrimônio para agradar sua madrinha com quem vivia e que lhe contara estar em dificuldades financeiras. O casal faz um acordo de viver e dormir em quartos separados e apenas manter as aparências. Quando os dois tem um filho, esse é mantido longe de Clarissa que novamente aceita a situação. Pouco tempo depois, Clarissa vai assistir a uma peça de teatro mambembe para se reencontrar com uma antiga amiga da escola de moças da nobreza que estudara em Bath, Somerset, ao saber que ela era uma das atrizes. O nome dela é Hesther, descendente de uma família arruinada de Manchester e que fora convidada para a escola por um favor da proprietária, Senhorita Patchett, que conhecera os pais da moça. Mas, na primeira oportunidade, Hesther havia fugido com um alferes, que viera a morrer na Prisão de Fleet depois de uma vida de dificuldades. Ao assistir a peça Otelo, o Mouro de Veneza, Clarissa conhece o ator Rokeby que interpreta o protagonista, com a pele tingida de negro. A partir dali, o menino negro e fiel criado de Clarissa, Toby, começa a se referir a ele como "Homem preto e branco", realçando sem querer um contraste com o "Homem de cinzento", o marido de Clarissa. Ela convida Hesther para ir morar no castelo Rohan, sob a desculpa de querer uma professora para o filho. O marido se interessa por Hesther e aceita que ela more ali como companhia para Clarissa. A recém-chegada não perde tempo e se torna amante de Rohan, sem que Clarissa perceba. Pouco depois,Clarissa volta a se encontrar com Rokeby nas corridas de cavalos de Epsom, em Surrey. Os dois se apaixonam e fazem planos para ficarem juntos, o que não será aceito por Rohan que não quer um escândalo na família. E Hesther, fingindo amizade, estimula Clarisse a manter o romance clandestino, pois deseja caminho livre para se casar com Rohan.

## Produção

### Livro
O romance foi publicado em 1941. O New York Times afirmou que era antiquado mas a descrição histórica tinha criado um "cenário animado para uma história triste". O livro foi bem sucedido na Grã Bretanha, vendendo mais de 100.000 cópias em 1942.

### Escolha do elenco
Margaret Lockwood escreveu mais tarde que lera o livro ao saber do projeto da filmagem, e se interessou em fazer o papel de Clarissa. Ela não ficou contente quando lhe ofereceram o de Hesther, mas acabou concordando. Contou que o papel de James Mason fora oferecido antes a Eric Portman que recusou.
Lockwood era a única estrela dentre os quatro atores principais do elenco, quando se desenrolou a produção. Ela contou a um jornalista, à época (em tradução livre, como as demais):
Esse é um papel que Hollywood daria para uma estrela como Bette Davis (...). O cenário da Regência está longe da guerra. É pleno de emoção, qualidades dramáticas, ainda que com sutileza. É um papel que posso lidar bem sob a direção de um inglês, sem que os estúdios britânicos se preocupem com estrelas glamorosas de tal forma que elas se tornem conscientes da câmera, pensando apenas se estão no enquadramento correto
Stewart Granger estava no espetáculo teatral Rebecca quando foi convidado para um teste. Ele disse ter sido recomendado por Robert Donat, com quem atuara na peça To Dream Again. Granger era o quarto papel principal e recebeu mil libras por 12 semanas de trabalho. "Eu teria atuado mesmo se não recebesse nada", como contou mais tarde em suas memórias. "Foi uma oportunidade".

### Filmagens
As filmagens aconteceram no Estúdio Gainsborough.
Phyllis Calvert mais tarde disse que o diretor Leslie Arliss "não se importava" quanto a responsabilidade do filme ser bem sucedido:
Ele foi um diretor preguiçoso; tinha um trabalho maravilhoso e ficava apenas sentado... Ted Black foi o único que percebeu isso, editou-o, e sabia exatamente o que o público queria sentir. Eu não digo que quisesse fazer bons filmes, mas sabia onde o dinheiro estava e assim fez todos aqueles filmes escapistas durante a guerra
James Mason mais tarde descreveu sua atuação como "atroz".

## Recepção

### Bilheteria
O filme foi um grande sucesso no Reino Unido, transformando em astros os quatro atores principais. Phyllis Calvert mais tarde relembrou "teve duas estreias no West End. A primeira, que recebeu notícias terríveis, e, depois, após ir para as províncias e faturar tanto dinheiro que voltou uma segunda vez em Londres".
Foi o sétimo mais popular filme britânico em 1943. Foi o décimo filme mais visto no ano na Austrália. O filme foi também bem sucedido na França em 1945 e Alemanha.
Em 1946, os leitores do Daily Mail votaram como o segundo filme britânico favorito no período de 1939–45.
Screenonline escreveu que é "fácil de ver" porque o filme foi bem recebido:
Isto pega a melancolia nacional brilhantemente, misturando elementos dos "retratos de mulheres" como Rebecca, filme de 1940 de Alfred Hitchcock, Gaslight (de Thorold Dickinson, no mesmo ano) e, é claro, Gone with the Wind (de Victor Fleming, 1939) com uma surpreendente fórmula de sua propriedade, abençoando o apelo de autênticos astros (James Mason, Margaret Lockwood, Phyllis Calvert, e o novato Stewart Granger) com uma trama novelesca na superfície que esconde um intrincado labirinto de contrastes e ambiguidades: bem contra mal, obediência contra rebelião, homem contra mulher e classe contra classe. O ingrediente de virtuosismo de todos os melodramas subsequentes do Gainsborough pode ser visto claramente tomando forma aqui.
 O filme foi um dos vários lançados pela organização Rank nos Estados Unidos, através da Universal. Não foi sucesso naquele país, contudo.

### Crítica
O Monthly Film Bulletin qualificou o filme como "uma elaborada produção de versão do romance de Lady Eleanor Smith, que, enquanto bom entretenimento, não é excelente, exceto na medida que mostra a competência de um estúdio britânico de realizar esse tipo de produção literária exuberante que só então apenas Hollywood fora capaz de fazer com sucesso consistente. Atuações, cenários, enquadramentos e direção, tudo atingindo alto padrão técnico".